# Кашкаров, Юрий Данилович
Юрий Данилович Кашкаров (псевдоним — Д. Скалон, после получения американского гражданства — George D. Kashkarov-Scalon; 1940, Владикавказ — 6 декабря 1994, Нью-Йорк) — русский писатель, в 1990—1994 годах главный редактор «Нового журнала».

## Биография
Корни: отец — терское казачество; мать (в 1960-е годы директор московской школы-интерната № 31[1]) — дворянство. Вырос в Москве. Окончил филологический факультет МГУ. Работал в издательстве «Искусство»; редактор книг А. Ф. Лосева «История античной эстетики» (1-3 том) и «Проблема символа и реалистическое искусство». [2] По свидетельству свояченицы Лосева М. А. Тахо-Годи, «Данилыч, как его звали в доме Лосева на старом Арбате, был преданным поклонником философа и ревностным помощником».[3] Мистицизм Лосева (Имяславие) повлиял на жизнь и творчество Кашкарова (наглядно — в очерке «Афон»).
Эмигрировал в США в декабре 1976. Жизнь в Нью-Йорке складывалась трудно, пока в 1983 не началось сотрудничество со старейшим литературным изданием эмиграции — «Новым журналом». Главный редактор издания Роман Гуль пригласил Кашкарова в редколлегию; после смерти Гуля в 1986 Кашкаров фактически возглавил «Новый журнал» (главный редактор с 1990).
Став во главе «НЖ», продолжил редакционную политику Гуля — бескомпромиссный антикоммунизм в публицистике и эстетический консерватизм в оценке поэзии и прозы. Этого ждали от него спонсоры журнала — в первую очередь близкий к Солженицыну славист-меценат Thomas P. Whitney, однако и сам Кашкаров, с его любовью «к миру ушедшему, той Атлантиде, что ушла на дно»[4], ценил традиции и хотел преемственности. Отсюда интерес к родословным, генеалогическим связям, изгнанной европейской аристократии, возвращение фамилии предков (Скалон) при натурализации в Соединённых Штатах.
Как только запрет на въезд эмигрантов в СССР был снят, Кашкаров стал возвращаться в Москву каждый год. В «Новом журнале» появились публикации авторов с русского «материка». В октябре 1991 в Москве прошла презентация «Нового журнала».
6 декабря 1994, тяжело больной, Ю. Д. Кашкаров скончался по дороге в Москву, в нью-йоркском аэропорту имени Кеннеди. За несколько дней до смерти он передал руководство «Новым журналом» Александру Сумеркину.[5]
Центральные темы прозы Кашкарова — смерть, родство и национальное (русское) начало. Из опубликованного сам Кашкаров выделял очерк «Афон», повесть «Князь Иван Хворостинин» и незаконченный роман «East-West».
«Настоящий, крепкий писатель ушел совсем не узнанным», писала вдова А. Ф. Лосева А. А. Тахо-Годи, «хотел жизнь свою окончить на Афоне, а последний покой нашел на кладбище в Сходне, под Москвой, где живал с бабушкой, где её могила. И камень надгробный даже заранее поставил с датой рождения. Оставалось только последнюю цифру вывести.»[6]

## Проза
- «Зло». «Russica», 1981, No 81. с. 146-160.
- «Гроб из Луанды». «Континент», 1983, No 36. с. 23-40.
- «Исаакий и Евдокия». «Новый журнал», 1983, No 150. с. 5-46.
- «Егорьевск». «Новый журнал», 1983, No 151. с. 5-26.
- «Тем летом в Тарусе». «Новый журнал», 1983, No 152. с. 109-116.
- «Касимов». «Новый журнал», 1983, No 153. с. 5-25.
- «Муром». «Новый журнал», 1984, No 154. с. 29-55.
- «Князь Иван Хворостинин: Словеса Царей и Дней». «Новый журнал», 1984, No 155. с. 61-81; No 157. с. 35-55; 1985. No 158. с. 40-58; No 159. с. 55-70.
- «Афон». «Новый журнал», 1985, No 161. с. 68-98.
- «East-West». «Новый журнал», 1986, No 163. с. 5-43; No 164. с. 102—139; No 165. с. 62-102; 2012, No 267 (https://magazines.gorky.media/nj/2012/267/east-8211-west.html)
- Словеса царей и дней. Повести и рассказы. Нью-Йорк: Мост, 1991.
- «Дама в белом». «Новый журнал», 1995, No 200. с. 192-207.

## Воспоминания о Ю. Д. Кашкарове
- С.Голлербах, Д.Шраер-Петров, М.Пельцман, М.Георгадзе, А.Сумеркин. «Новый журнал», 1994. No 195.
- Н. Сарафанников. Дача в Сходне: Памяти Ю. Д. Кашкарова. «Новый журнал», 1995. No 196.
- М. А. Тахо-Годи: https://www.ccel.org/contrib/ru/Other/Losev/Gedichte.pdf